# Rhinyptia similis
Rhinyptia similis är en skalbaggsart som beskrevs av Machatschke 1971. Rhinyptia similis ingår i släktet Rhinyptia och familjen Rutelidae. Inga underarter finns listade i Catalogue of Life.